# Ask Lara
Ask Lara (Pergunte à Lara,  no Brasil) é uma série de desenho animado em flash produzido na espanha e transmitido originalmente no canal britânico BBC Two em 2011. No Brasil a série começou a ser transmitida em 2013 pela TV Escola ao lado de outras animações inéditas, e posteriormente em 2014 pela TV Brasil na sua faixa jovem.
A animação educativa voltada ao público adolescente mostra o cotidiano de Lara e seus amigos Mônica, Akira, Gabriel e Tony, todos alunos de intercâmbio que moram juntos na mesma cidade na Espanha. Cada episódio é focado no crescimento de um dos personagens através da puberdade e seu amadurecimento a cada desafio, ao mesmo tempo que entre cada cena fazem uma esquete de opções em perguntas sobre o que o telespectador faria se passasse por tal situação.
A série possui um estilo de arte único por meio de desenhos simples e rabiscados com várias expressões detalhadas.

## Episódios
Lista de episódios da 1ª temporada de "Ask Lara" (Inglês), "Pergunte a Lara" (português).
| #  | Título |
| -- | --- |
| 1  | "Spot of bother" - "Maldita espinha"                                                                                            |
| 2  | "Oh no. b.o." - "Xi, que mau cheiro"                                                                                            |
| 3  | "Just friends" - "É só amizade"                                                                                                 |
| 4  | "Oh no. it's here" - "A primeira menstruação"                                                                                   |
| 5  | "Mission brassiere" - "O primeiro sutiã"                                                                                        |
| 6  | "Girls only party" - "Penetra na festa das meninas"                                                                             |
| 7  | "Growing pains" - "Cada coisa no seu tempo"                                                                                     |
| 8  | "Starstruck" - "Deslumbre com a fama"                                                                                           |
| 9  | "House rules" - "Invasão de privacidade"                                                                                        |
| 10 | "Hooked" - "Vício virtual" |
| 11 | "Lara's little lie" - "Mentira tem perna curta"                                                                                 |
| 12 | "Having words" - "Mau humor" |
| 13 | "Looking after Lara" - "Lara precisa de cuidados"                                                                               |
| 14 | "Sink or swim"* - "si no nadas, te hundes" (espanhol) / "Nadar ou Afundar" (português) *este episódio não foi exibido no Brasil |
| 15 | "Tough break" - "A voz está diferente"                                                                                          |
| 16 | "Love hurts" - "O amor é complicado"                                                                                            |
| 17 | "Gabriel's ups and downs" - "Altos e baixos"                                                                                    |
| 18 | "Bad hair day" - "Hora da depilação"                                                                                            |
| 19 | "Too cool for school" - "Más companhias"                                                                                        |
| 20 | "Sticky situation" - "Uma situação pegajosa"                                                                                    |
| 21 | "My Martin" - "Paixonite aguda"                                                                                                 |
| 22 | "Balance" - "Equilíbrio" |
| 23 | "Disco" - "Uma noite daquelas"                                                                                                  |
| 24 | "Friends and rivals" - "Amigas rivais"                                                                                          |
| 25 | "Gabriel's first date" - "Primeiro encontro de Gabriel"                                                                         |
| 26 | "Bad news" - "Uma notícia perturbadora"                                                                                         |